# (7503) 1996 VJ38
(7503) 1996 VJ38 est un astéroïde de la ceinture principale découvert en 1996.

## Description
(7503) 1996 VJ38 a été découvert le 7 novembre 1996 à Kushiro (Japon) par Seiji Ueda et Hiroshi Kaneda.

### Caractéristiques orbitales
L'orbite de cet astéroïde est caractérisée par un demi-grand axe de 2,23 UA, un périhélie de 2,13 UA, une excentricité de 0,04 et une inclinaison de 1,95° par rapport à l'écliptique. Du fait de ces caractéristiques, à savoir un demi-grand axe compris entre 2 et 3,2 UA et un périhélie supérieur à 1,666 UA, il est classé, selon la JPL Small-Body Database, comme objet de la ceinture principale.

### Caractéristiques physiques
(7503) 1996 VJ38 a une magnitude absolue (H) de 14,6 et un albédo estimé à 0,209.